# Teoría de la ilusión financiera
Teoría de la ilusión financiera (Teoria dell’illusione finanziaria) es un libro de Economía y Sociología escrito por Amilcare Puviani y publicado originalmente en 1903 en Italia.
La primera edición fue publicada por la editorial Remo Saldron, de Milán-Palermo-Nápoles (Italia) y constó de 301 páginas. En 1973 se realizó una reimpresión por el Istituto Editoriale Internazionale, de Milán, con un estudio introductorio a cargo de su editor Franco Volpi.
La primera y única edición en castellano fue publicada en 1972 en Madrid por el Instituto de Estudios Fiscales del Ministerio de Hacienda de España, con traducción, estudio preliminar y notas a cargo de Álvaro Rodríguez Bereijo.
No consta que este libro haya sido traducido al inglés, ni a las otras lenguas más habladas del mundo. En 1960 se publicó una traducción al alemán por la editorial Duncker & Humblot, en Berlín.

## Estructura
El libro se compone de los siguientes capítulos, que dan idea de su contenido:
1. De la ilusión política en general.
2. La ilusión financiera.
3. Ocultación de masas de riqueza detraída en relación con cada una de las fuentes de ésta.
4. Ocultación en la cantidad, cualidad y duración de los gastos y de los ingresos públicos en el presupuesto. Época anterior a la Revolución francesa.
5. Ocultación en la cualidad, cantidad y duración de los gastos y de los ingresos públicos en el presupuesto. Época moderna.
6. Ilusiones que dependen de la unión del impuesto a placeres de origen privado del contribuyente.
7. Servicios públicos especiales aumentados por goces de origen privado que disminuyen la carga del impuesto.
8. Ilusión financiera derivada de la contraposición de un mal mayor evitable con el mal menor del impuesto.
9. Ilusión financiera mediante la asociación de las penas de los impuestos entre sí y con otras penas.
10. Ilusión que depende de la división de la riqueza detraída.
11. Ilusión sobre la persona.
12. La ilusión financiera en las distintas clases sociales.
13. La ilusión financiera en su desarrollo histórico.
14. Las causas de la ilusión financiera.
15. Apéndice. De la desilusión financiera.

## Importancia
La editorial Remo Saldron presentó el libro, en su revista de novedades editoriales, con el siguiente texto: “El profesor Puviani nos expone el sustrato de las finanzas del Estado sin hipocresías y sin exageraciones. Su libro puede ser definido como una búsqueda de la verdad en la utilización del dinero público y, en especial, del estado real de las finanzas públicas. El tema es, como puede imaginarse, de lo más escabroso, pero el autor lo analiza objetivamente, sin apasionamiento”.
En la línea de la Sociología financiera italiana, el libro contiene un análisis del fenómeno de la ilusión financiera, es decir, la representación errónea que la ciudadanía tiene acerca del funcionamiento del Estado: quiénes contribuyen realmente en mayor medida a su financiación, quiénes son los auténticos beneficiarios del gasto público, cuál es el verdadero coste de los servicios públicos, qué efectos reales provoca en la renta futura la emisión de deuda pública en el tiempo presente, etc. Un falseamiento de la realidad financiera que puede operar a través de procedimientos muy diversos, como el recurrir a la deuda pública en vez de a los tributos, a los impuestos indirectos más que a los directos, a los gastos fiscales en lugar de a las subvenciones nominativas, a la redacción de la normativa presupuestaria con una sintaxis ininteligible o confusa, a la manipulación de los medios de comunicación, etc. Una miopía de la realidad que provoca indiferencia o resignación en la ciudadanía y que es inducida, precisamente, por quienes se benefician de ese comportamiento ‒ya que les permite continuar aprovechándose de la situación–.
Para Álvaro Rodríguez Bereijo («Estudio preliminar», en la edición española de 1972), "La Teoría de la ilusión financiera nos explica de qué forma, a través de qué mecanismos y argucias ha conseguido la Hacienda –o para ser más precisos, la clase dirigente del Estado– ocultar a las masas una gran parte de la carga de los impuestos que soportan, haciéndoles creer que dicha carga es menor que la verdadera; para ocultar a las masas las desigualdades en la distribución de la carga tributaria entre las distintas clases sociales, haciéndoles creer a los pobres (y más fuertemente gravados) que soportan menores impuestos que los ricos (y menos fuertemente gravados), y a éstos que soportan una carga tributaria superior a la verdadera; haciéndoles creer, así, que la distribución de los impuestos es incluso justa. Nos explica a través de qué medios astutos, sutiles, casi diabólicos, la Hacienda ha ocultado el verdadero destino de los gastos públicos; ha presentado como de interés general los servicios públicos que favorecen especialmente a determinadas clases sociales (y precisamente a la clase dominante)".
- Datos: Q3796481